# 1890-те
90-те години на XIX век са десетилетие от григорианския календар, последното десетилетие на XIX век, обхващащо периода от 1 януари 1890 до 31 декември 1899 година.
В Британската империя 90-те години на XIX век олицетворяват късния Викториански период .